# Furcraea undulata
Furcraea undulata är en sparrisväxtart som beskrevs av Georg Albano von Jacobi. Furcraea undulata ingår i släktet Furcraea och familjen sparrisväxter. Inga underarter finns listade i Catalogue of Life.